# František Josef Řezáč
František Josef Řezáč (6. ledna 1819 Polerady nad Labem – 25. prosince 1879 Praha) byl český katolický kněz, pedagog, spisovatel a politik. Vysvěcen byl v roce 1842. Roku 1848 byl vězněn pro podezření z revolučních aktivit. V 50. a počátkem 60. let devatenáctého století studoval problematiku vězeňství a školství, vydával časopisy pro učitele, podporoval knihovny. Zasedal v pražském zastupitelstvu, městské radě a Českém zemském sněmu. Byl autorem učebnic a odborných publikací. Od roku 1865 do konce života působil jako farář v Litni. Během života byl oceňovaný zejména jako podporovatel a reformátor českého školství, po roce 1990 se připomínají spíše jeho návrhy v oblasti humanizace vězeňství. Používal i pseudonym Polehradský (podle starší verze názvu rodné obce).

## Život
Pocházel z rolnické rodiny. Navštěvoval německou základní školu v Brandýse nad Labem, absolvoval staroměstské gymnázium a v letech 1838–39 studoval na filozofické fakultě. Odtud přešel na bohosloveckou fakultu, přičemž absolvoval i zkoušky z filozofie a dějepisu. Během studia se spřátelil s Karlem Havlíčkem Borovským.
Po kněžském svěcení (30. července 1842) působil do roku 1847 jako kaplan v Peruci a Hostouni. Poté se stal duchovním ve slepeckém ústavu na Klárově pod Bruskou. Určitou dobu kázal také v Drážďanech. V roce 1848 byl z politických důvodů (podezření na revoluční činnost) vězněn na Pražském hradě.
V 50. letech byl veřejně činný. Do roku 1856 působil jako kněz ve svatováclavské trestnici v Praze. Roku 1850 krátce vyučoval náboženství na filozofické fakultě, byl ale brzy propuštěn pro politicky nevhodné projevy. V roce 1853 uskutečnil studijní cestu po věznicích Rakouska, o tři roky později navštívil několik učitelských ústavů v Německu a v následujícím roce moravské školy.

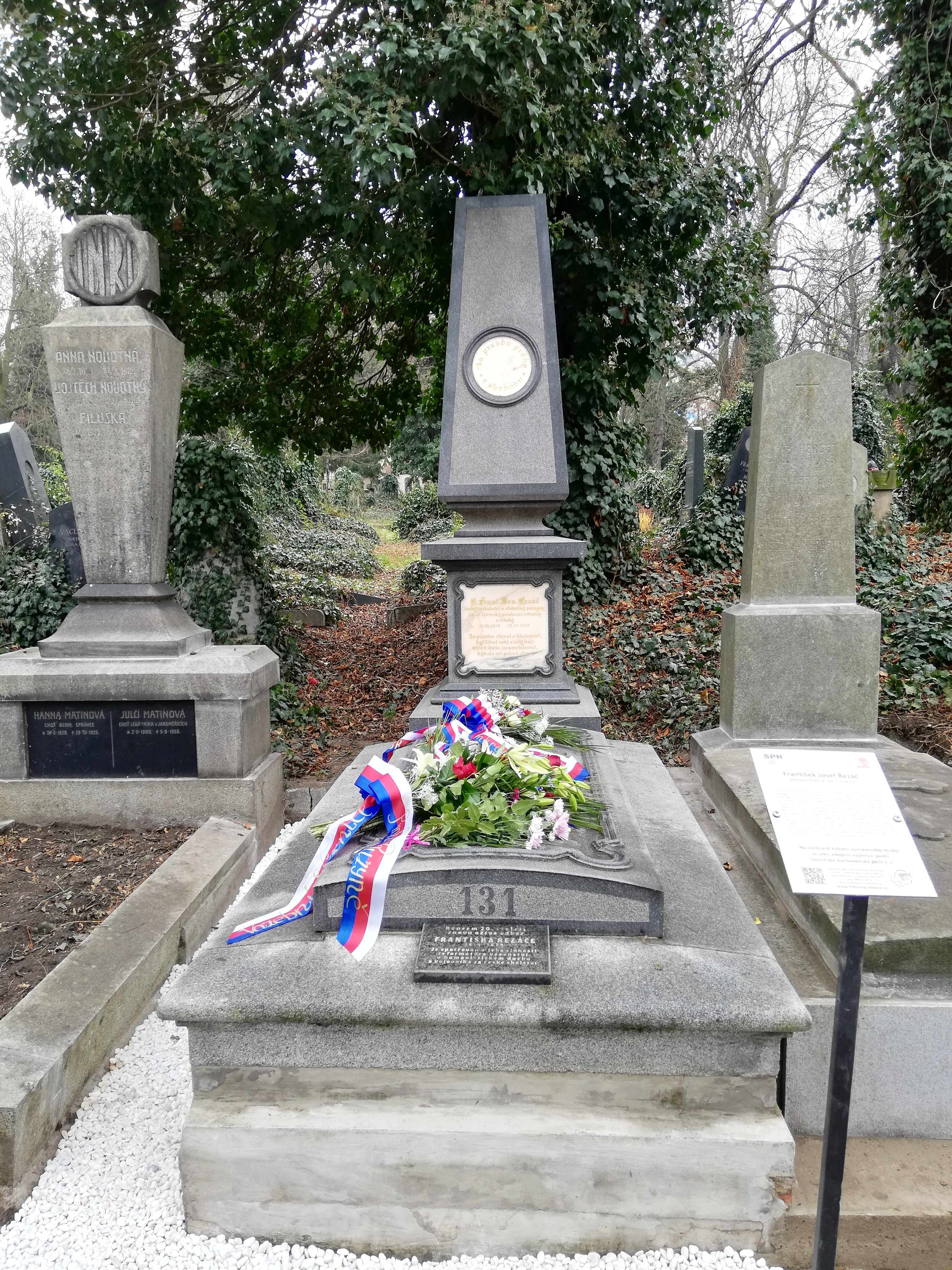
Hrob Františka Josefa Řezáče na Olšanských hřbitovech v Praze (prosinec 2020)

Období 1856–1865 bylo jeho nejplodnější. Působil jako duchovní v kněžské káznici u sv. Jiří, vydával pedagogické knihy, od konce roku 1854 byl redaktorem pedagogického časopisu Škola a život. Soustředil se na rozvoj školních knihoven; kvůli svému modelovému seznamu knih pro knihovny byl úředně vyšetřován. Od roku 1861 po obnově ústavní vlády zasedal jako poslanec za Mladou Boleslav a Nymburk na Českém zemském sněmu, který ho následně zvolil poslancem Říšské rady (celostátní zákonodárný sbor, tehdy ještě nevolen přímo, ale tvořen delegáty jednotlivých zemských sněmů), kde reprezentoval kurii měst a průmyslových míst (obvod Mladá Boleslav, Nymburk). Na Říšské radě ale nesetrval dlouhou dobu. Zánik jeho mandátu pro absenci byl oznámen na schůzi 14. července 1863. Pracoval rovněž v pražském zastupitelstvu, městské radě. Spoluzakládal vyšší dívčí školu a malostranské gymnázium, vytvářel školní osnovy. Roku 1861 byl přijat za dopisujícího člena univerzity v Charkově. O dva roky později získal ruský řád sv. Stanislava II. třídy.

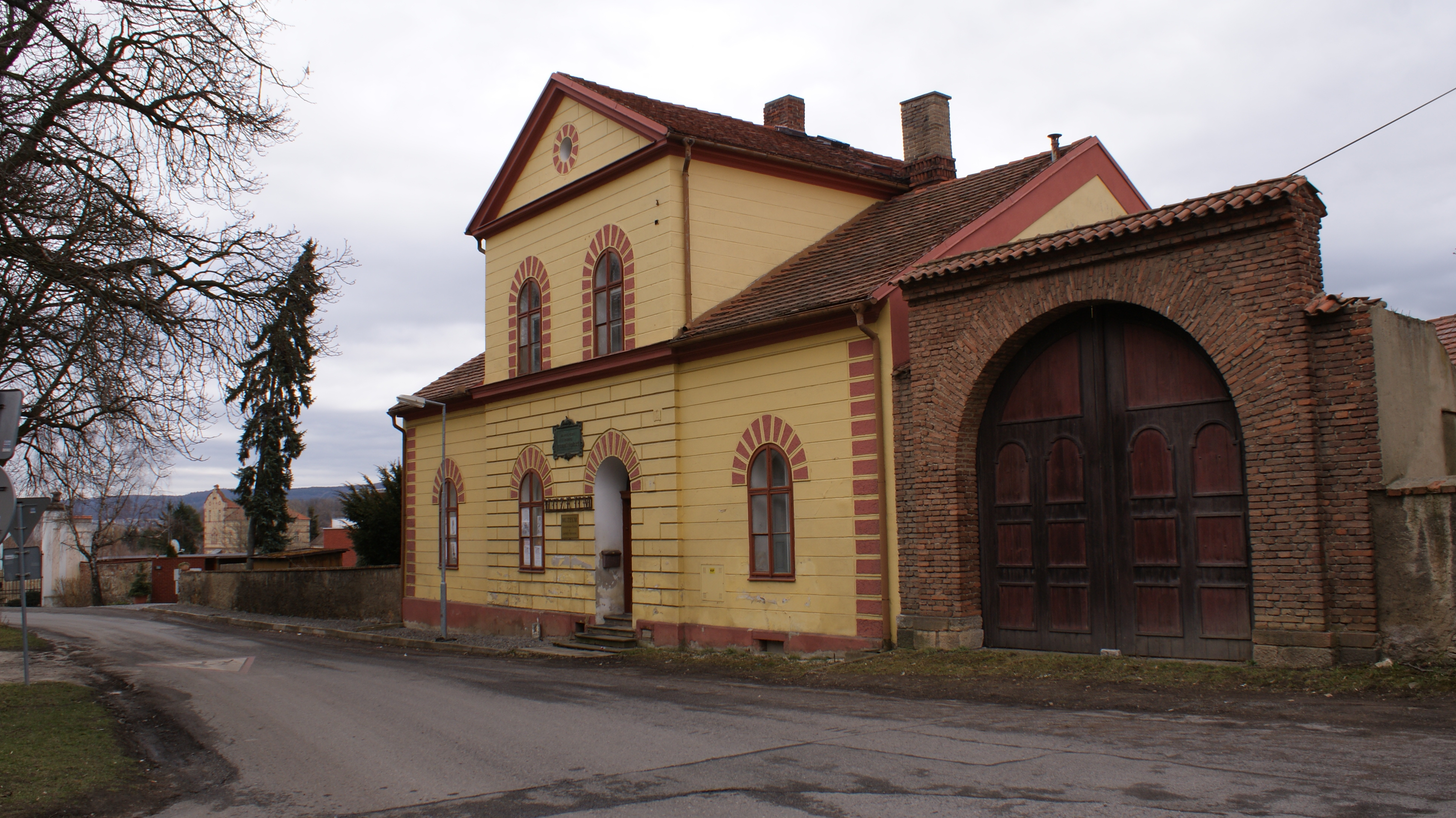
Budova fary v Litni, kde F. J. Řezáč působil jako farář a Třebízský jako jeho kaplan. Dnes je zde Muzeum s expozicí Svatopluka Čecha a Jarmily Novotné.

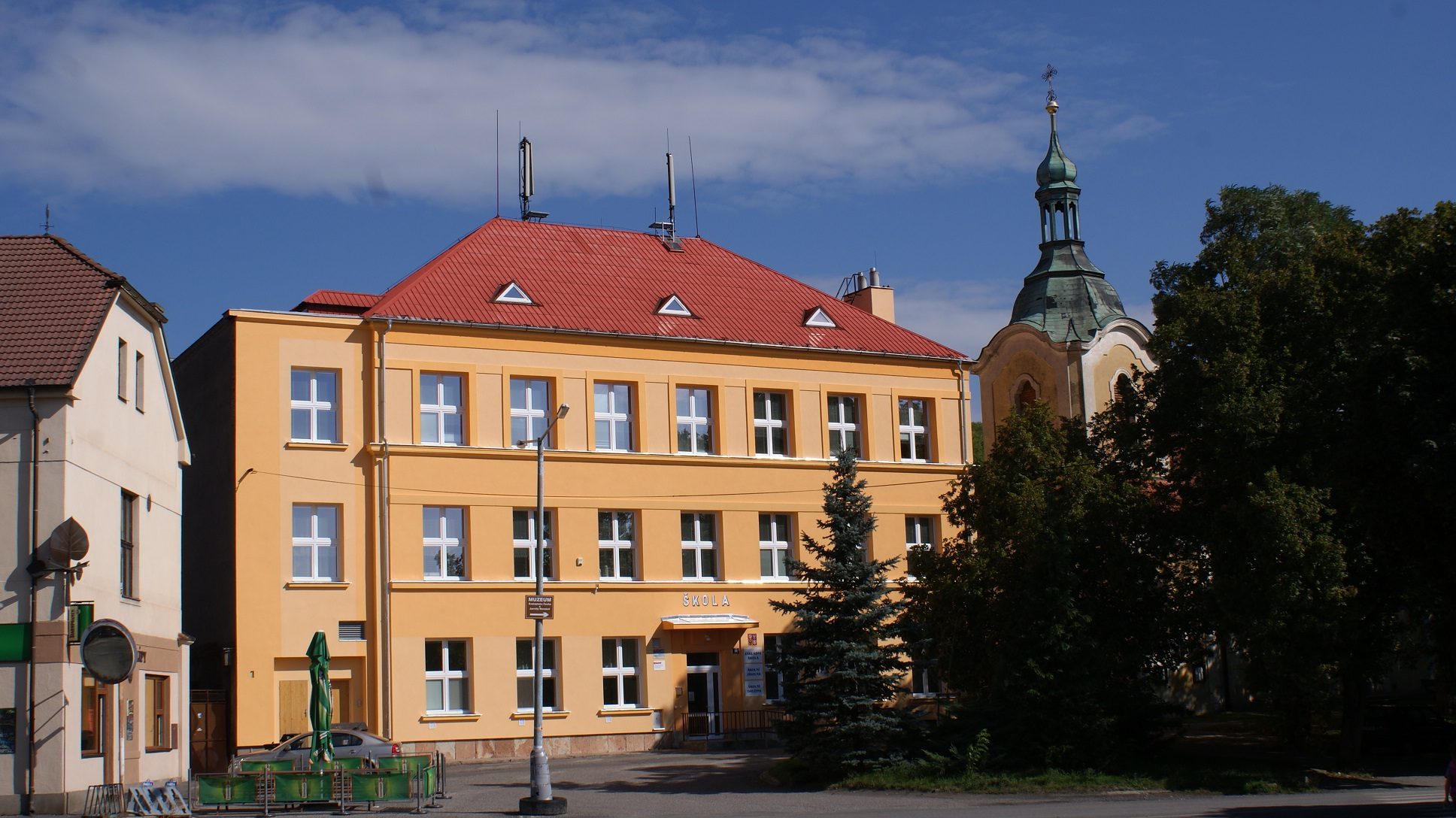
Současná podoba budovy Základní školy Františka Josefa Řezáče v Litni, o jejíž zřízení a vybudování se Řezáč zasloužil.

23. prosince 1865 nastoupil na vlastní žádost jako farář ve středočeské obci Liteň. Začalo tím poslední, nejobtížnější období jeho života. Poměry na faře byly při jeho příchodu neuspořádané, jejich náprava obtížná. (Poměry na faře v době působení F. J. Řezáče popisuje jeho nástupce liteňský farář P. Josef Kreisinger (9.12. 1857 - 21. 10. 1934) ve své práci Liteň a přifařené k ní obce, vydané v roce 1896. Fara byla umístěna do zchátralého domu a teprve v letech 1889 - 1890 postavena nová fara, do které se 24. 4. 1890 liteňský farář přestěhoval.) Postupně se stával unaveným a roztrpčeným, měl spory s vrchností i obyvateli. 28. července 1875 mu byl na faru jako kaplan přidělen začínající spisovatel Václav Beneš Třebízský. Ačkoliv oba měli v zásadě podobný životní názor — snažili se o nápravu veřejných věcí a zlepšení života obyvatel — osobně si blízcí nebyli. Benešův idealismus narážel na Řezáčův pocit zklamání, Řezáč např. vytýkal Benešovi, že tráví příliš času s farníky. Benešovo působení bylo krátké — koncem listopadu 1875 dostal zápal plic, po částečném zotavení odjel do rodného domu v Třebízi a do Litně se již nevrátil. Ačkoliv se příliš rádi neměli, vždy o sobě navzájem mluvili tolerantně a je možné, že by si nakonec porozuměli, kdyby bylo Benešovo zdraví dovolilo. Ačkoliv Řezáč nakonec dosáhl některých úspěchů (v roce 1868 se mu například podařilo dosáhnout založení školy v Litni),, obtížné poměry v této obci také přispěly k jeho nemoci a předčasné smrti.
Je pohřben na Olšanských hřbitovech v Praze.

## Dílo
Řezáč byl redaktorem a v některých případech i zakladatelem pedagogických časopisů:
- Škola a život (1855-66), důležitý list českého učitelstva; jeho založením probudil národní uvědomění v českých školách a postavil se proti poněmčování
- Obecné listy naučné (1860), spolu s Václavem Zeleným a Antonínem Majerem
- Národní škola (1868)
- Sborník učitelský

Knižně vydal např.
- Mluvnice s prawopisem pro českou mládež (1849)
- Nowý obraz Zemí Českoslowanských, čili, Nowý pohled na wlast Čechů, Morawanů a Slezanů (1850)
- Vězenství v posavádních spůsobech svých : s návrhem o zdárnější trestání a polepšování zločinců (1852, reedice 1995, online)
- Ueber die Seelsorgerliche Wirksamkeit in den oesterreichischen Detentions- und Straf-Anstalten (1854)
- Štěpnička : první učení a cvičení milé mládeže českoslovanské (1866, spoluautor Karel Bulíř)

## Hodnocení a odkaz
Řezáč byl oceňovaný jako tvůrčí a reformátorský talent. Studoval obyvatelstvo v širokých vrstvách. Usiloval o vzdělání národa, přičemž zastával křesťansko-katolické stanovisko vycházející z filozofie Bolzana a Schneidera.
Na jeho počest byla pojmenována základní škola v Litni, u jejíhož vchodu je také osazena kamenná pamětní deska. I když je budova rekonstruována, vnitřní dispozice přízemí a části interiéru pochází z doby výstavby původní budovy. Řezáčovo dílo a význam připomíná i Naučná stezka Liteň a Muzeum Svatopluka Čecha a Jarmily Novotné.
Během života byl oceňován především za své zásluhy v oblasti českého, zvláště pražského školství — účast při zakládání vyšší dívčí školy a malostranského reálného gymnázia, tvorba učebních osnov pro obecné školy, redakce učitelských časopisů. Po roce 1990 naopak vystupuje do popředí jeho úsilí o reformu vězeňství. Jeho snaha o snížení kriminality prostřednictvím prevence (rodinná, školní a církevní výchova), detence (odborné zacházení s vězni) a postpenitenciární péče (pomoc propuštěným vězňům při novém zapojení do společnosti) byla v mnohém blízká modernímu pojetí kriminologie. Řezáčovo stěžejní dílo v této oblasti, Vězeňství v posávadních spůsobech svých s návrhem o zdárnějším trestání a polepšování zločinců, se stalo po roce 1990 jedním ze zdrojů inspirace při zpracování nové koncepce českého vězeňství.
K Řezáčovu odkazu se hlásí především Vězeňská duchovenská péče, která mimo jiné roku 2015 adoptovala jeho hrob na Olšanech. Vězeňská služba České republiky uděluje svým zasloužilým pracovníkům Cenu Františka Josefa Řezáče.

## Galerie

Pamětní desky
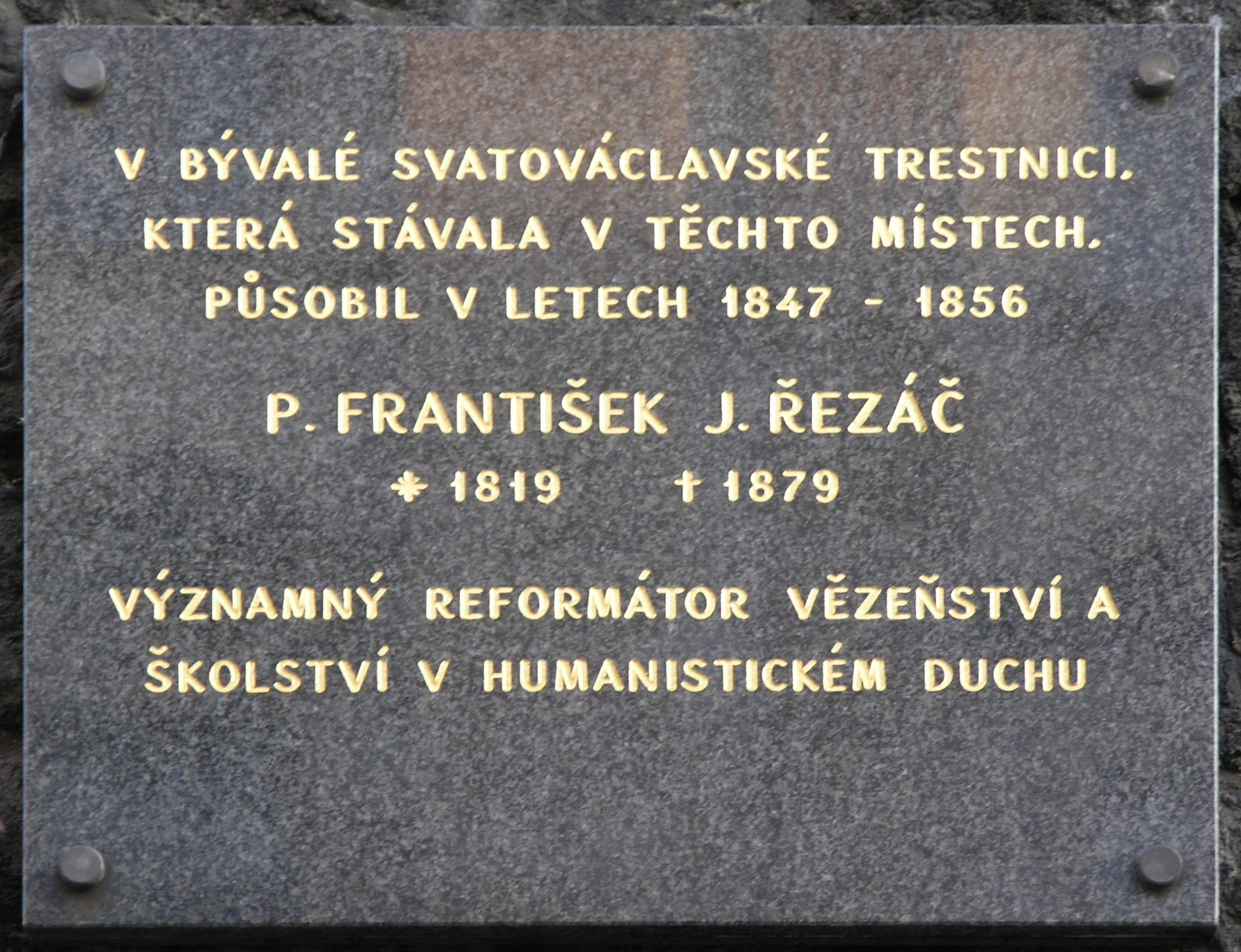
Pamětní deska P. Františka J. Řezáče v Resslově ulici v Praze na Novém Městě
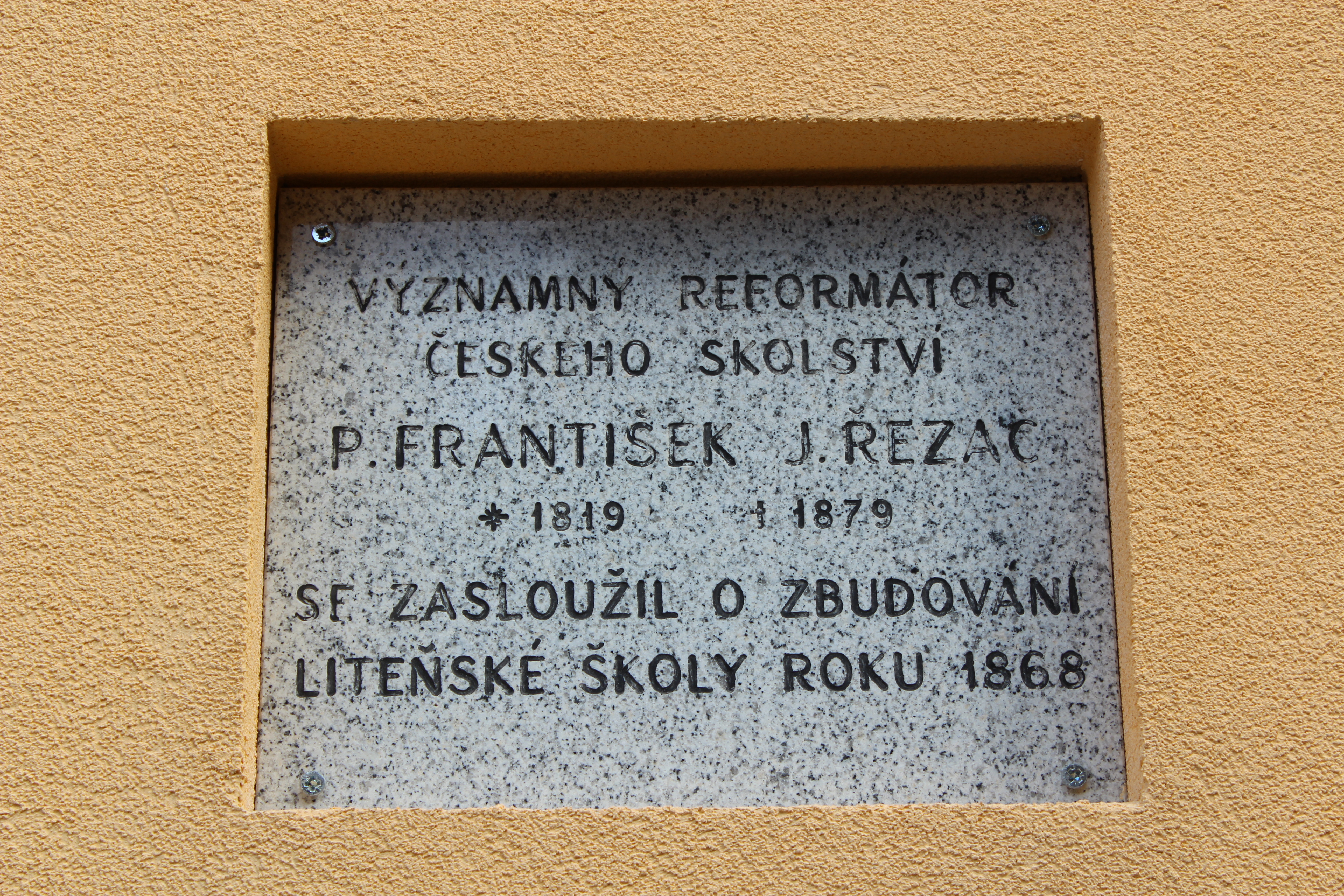
Pamětní deska Františka Josefa Řezáče u vchodu Základní školy v Litni
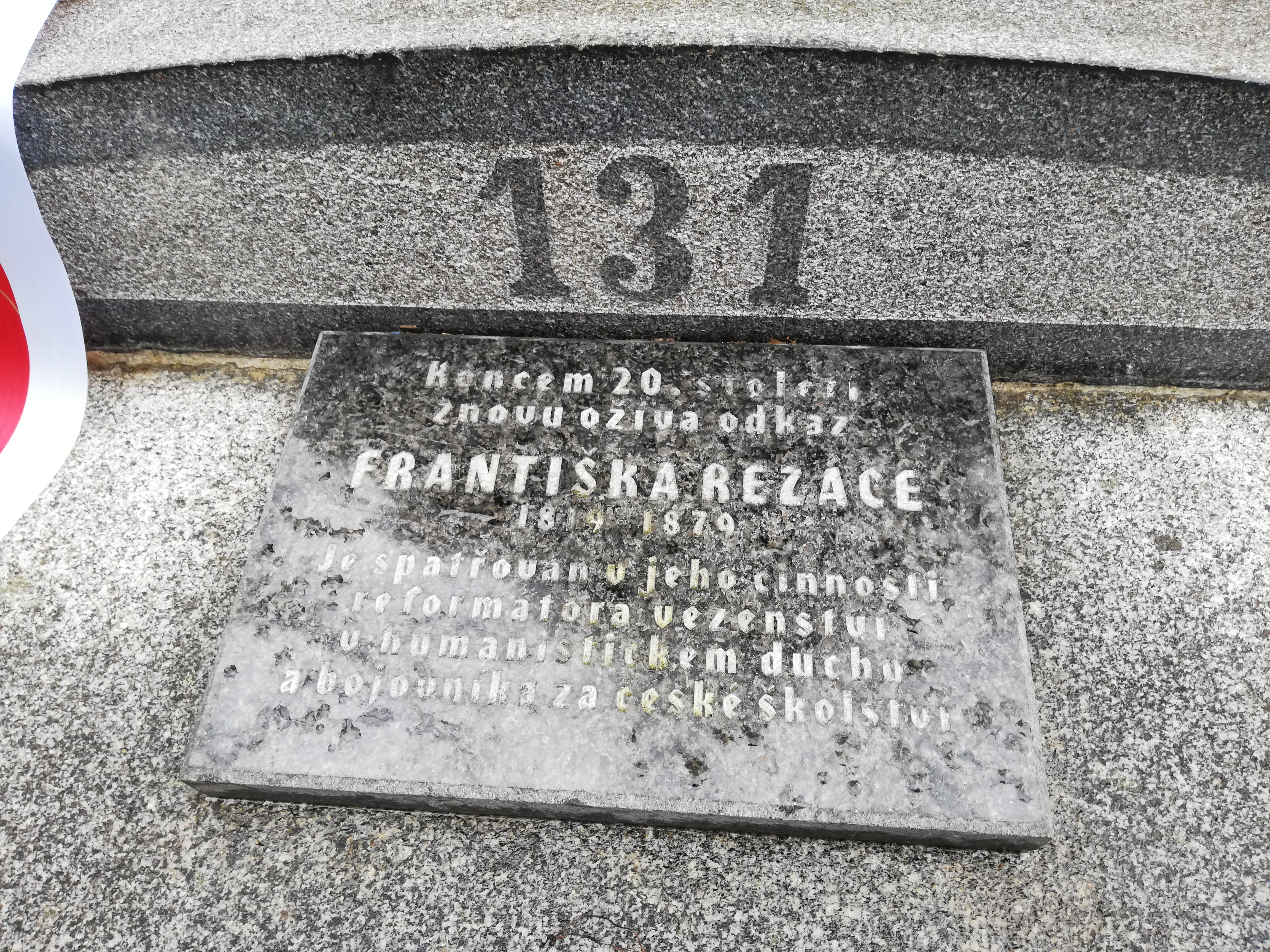
Deska na hrobě na Olšanských hřbitovech v Praze
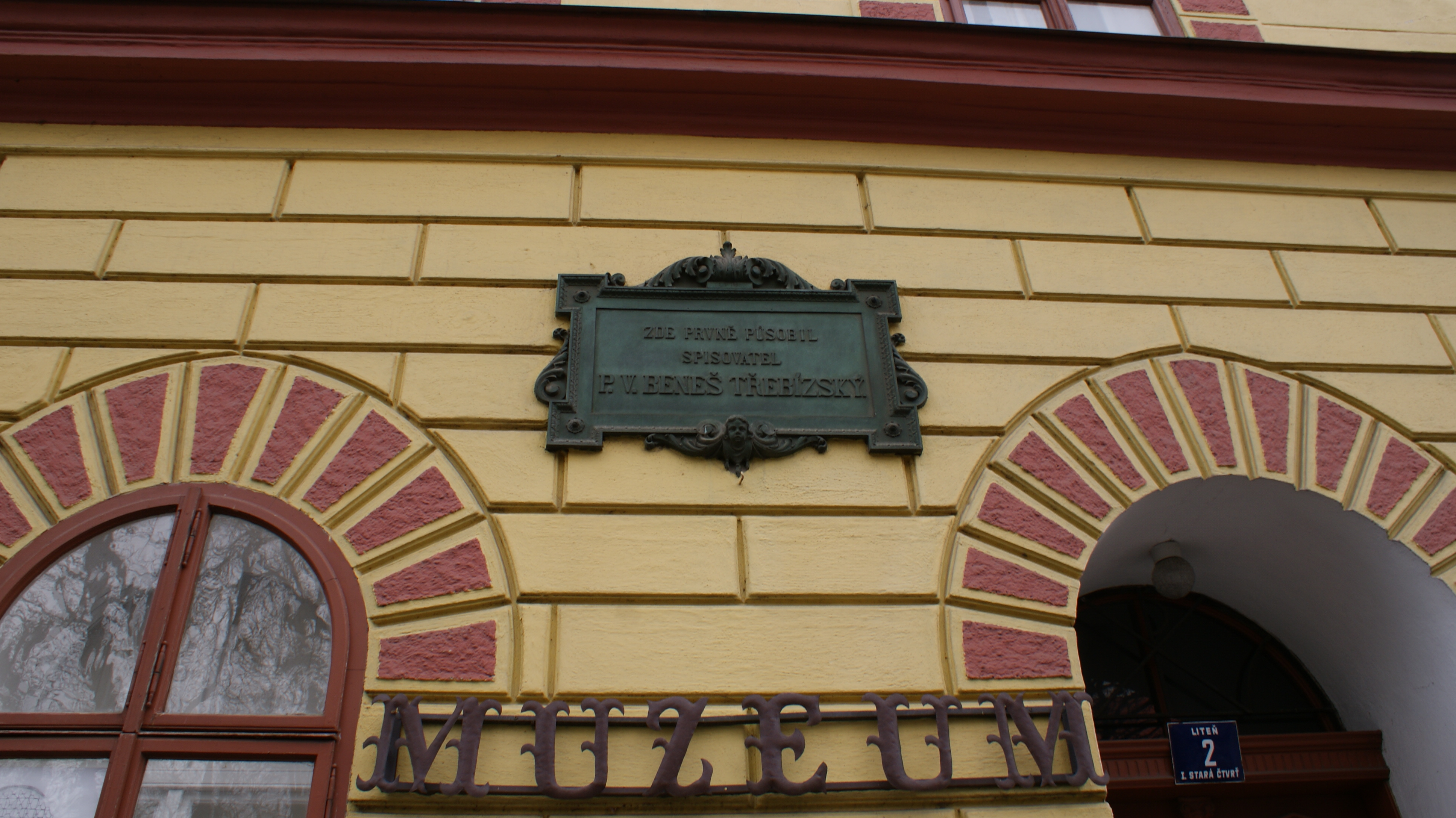
Pamětní deska V. B. Třebízského na bývalé faře